# SoundFont
SoundFont（サウンドフォント）とは、Sound Blaster及び対応ソフトウェアの、サンプラー機能に与える音色のデータフォーマットである。ファイルの拡張子はファイルフォーマットが“SoundFont 1”の場合が「*.sbk」、“SoundFont 2”が「*.sf2」となる。特定のソフトウェア用として「*.sfz」という形式もある。本項では以降「SF2」と統一する。

## 概要
SF2は、服の重ね着をするような感覚で音色を組み合わせることのできる、サンプラー音源のようなもの。かつてはE-mu Systemsの登録商標だったが、現在はクリエイティブテクノロジーに移行している。
サウンドフォントと言えば、今ではCreativeのE-mu Systems系DSPで採用される「*.sf2」が主流であるが、かつては、ENSONIQは「*.ecw」、Aureal Semiconductorは「*.arl」および「*.dls」、Trident Microsystemsの4DWave-DXは「*.dls」、HoontechやGillumotのPCM/MIDI用デュアルDSP搭載サウンドカードは「*.94b」のサウンドフォントを採用していた。それぞれのサウンドフォントには互換性はない。ただし、Trident Microsystemsの4DWave-NXのように、「*.sf2」を含む、幅広いの拡張子のサウンドフォントの読み込みに対応するDSPも例外的に存在した。
Pentium III等が現役で使われていた時代は、コンピュータのスペックがその作業にあたって不充分であったことからも、存分に特性を生かせなかったため同スペックを搭載しているコンピュータを使用しているユーザーからは軽視されていたが、Core 2 Duoといった、高性能CPUが台頭し始めた現在は徐々に見直されつつある。

## 用途
視聴、DTM作曲、いずれの用途でも使える。SF2のデータはサウンドカード上の ROM、あるいはHDD上に置いてPCのメインメモリに読み込んで使う。例えば、SoundBlasterを用いる場合は前者、VSTi等ソフトウェア音源でSF2を扱うなら後者になる。
前者の場合、OS起動時にSF2がメモリにロードされ、MIDIデータの再生等でサウンドバンクから音色が呼び出される。
後者の場合、DAWなどでSF2を扱うプラグインなどから呼び出し、メモリに常駐させて使用する。
SF2は文字フォントの扱いによく似ている。文字フォントは、あらかじめ組み込まれている文字が読み出されることによって一字一字を現すことができるが、それと同様にSF2も組み込まれている音色を読み出して発音する。また、複数のSF2を重ねて使用することもでき、様々にメロディックプールを組み替えることが可能。
他にも様々な使い方があるが、基本的にはGM規格をベースにサウンドバンクが組み上げられ、一つのサウンドフォントとして成立される。
このように、高価なサンプラーと同じような事を安価に実現、導入できるのがサウンドフォントの特徴である。

## 特徴
音色のピッチやフィルタの操作、ボリュームの変化やモジュレーションエンベローブ等も操作でき、その他リバーブやコーラスの操作、ビブラートの速さのエフェクト操作を簡単に行える。
GM規格で定義されている128種の音色配列に捉われず、自分の好みに合わせて配列できる性質があるので、任意のwavファイルを一つのインストゥルメントに纏めて一つの音色に仕上げられる事から、AKAIやE-MUのサンプラーと同じような事をリーズナブルに実現可能。
主に、一般聴取用（一般的なMIDIの聴取）のSF2、製作用（作曲用）のSF2に創り分けて使う場合が多い。ただし、製作用については自らの作曲スタイルや楽曲のモチーフやイメージに応じてサウンドバンクを組み直して使うか、新たに創らないといけない、といった事も作曲者次第で生じる（もちろん、視聴と作曲両用も作曲者が良いと思えばそうすれば良い）。
自分でサンプリングした波形データや、有料のサンプリングCDなどに収録されている波形データからもSF2を生成できる。
また、ネット上でフリーのSF2を収集して使用するという方法もあり、品質にばらつきがあるが海外サイトも含めると膨大なSF2ファイルがネットで公開されていたが、必然的にそれらの著作権にも配慮する必要がある。
ちなみに、MIDIの音源となる物全般に言える事だが、必ずしも「大容量＝高品質」というわけでもなく、小さな容量でもどのようなオケにも馴染ませやすい音色があり、大手メーカーのサンプラーと同様、ユーザーの感性や技術次第で音質や特性が左右される。

## 長所と短所
SF2でMIDI再生できるようにするには、高価な専用機材に比べて比較的安価なSound Blasterシリーズを購入したり、フリーのプレイヤーソフトウェアをインストールすることで安価かつ手軽に導入することができる。
GM音色の配列にとらわれることなく自由な番号（プリセットナンバーやバンクナンバー）に振り分けることができる。例えば、作曲する上で「オルガンは要らないけどギターを沢山入れたい」という風に、作曲で使う音だけを入れたフォントなどの作成も可能。
ただし、その様に任意の音色を入れ替えることができる高い自由度を誇る分、MIDIの仕様やGM規格、他SF2の仕様等、予め理解しておくべき知識の多さから、カスタマイズ面ではビギナークラスのユーザーも気軽に扱えるとは言い難い部分もある。
MIDI音源が搭載され始めた初期のサウンドカードにはサウンドカード上にオンボードでメモリを搭載したり、増設用メモリスロットを搭載していて、それらメモリ上にサウンドフォントを置くことでメインメモリの節約ができるものも存在した。Windows 98が発売されたあたりからそのようなサウンドカードは少なくなり、メインメモリとシェアする形が主流になった。ただ、この頃のメインメモリは32～64MB程度が主流だったので、大きなフォントを組めば、その分メインメモリも大量に消費するためにコンピュータの動作が重くなるということもあり、特に動作に当たっての必要なスペックが満たされていないコンピュータでSF2プレイヤー等のソフトウェアでMIDI再生すると、音抜けが頻発したり最悪フリーズしてしまうこともある。また、過去の一部のSound Blasterシリーズでは、同時発音する際の波形データの総容量が32MBを超えると再生できなくなるという制限があり、OSのレジストリを書き換えるという裏技を用いてこの32MB制限を回避する必要もあったが、後年、Windows XPが主流になる頃、例えばKXdriverのような非純正のSoundBlaster用ドライバやVSTi等のソフトウェアサンプラーも出てきた事で、それら諸々の制限を回避する手段は豊富になった。